# Vida de sant Jordi d'Amastris
La Vida de sant Jordi d'Amastris és una hagiografia escrita en una data incerta abans del 842 que relata els fets de la vida de sant Jordi d'Amastris, bisbe de la ciutat romana d'Orient d'Amastris. A mitjans del segle xix, era coneguda únicament a través de la traducció llatina inclosa en el recull Acta Sanctorum. El 1893, l'historiador rus Vassili Vassilievski en publicà el text original en grec. La seva importància rau en el fet que narra el primer contacte dels rus amb el cristianisme.
Es tracta d'una obra anònima. Alguns estudiosos l'han atribuït a Ignasi el Diaca (ca. 775-848), mentre que d'altres consideren que fou escrita al segle x. Un tercer corrent atribueix el cos principal del text a Ignasi, però considera que el passatge sobre els rus fou afegit posteriorment a iniciativa del patriarca Foci I. Al segle xxi ha estat traduïda a l'anglès.